# Haitam Aleesami
Haitam Aleesami, född 31 juli 1991 i Oslo, är en norsk fotbollsspelare av marockansk härkomst. Han har tidigare spelat i Skeid, Fredrikstad FK, IFK Göteborg, Palermo, Amiens, Rostov och Apollon Limassol. Spelar nu för Bodø-Glimt

## Karriär
Den 8 juli 2019 värvades Aleesami av franska Amiens. Efter att Amiens blivit nedflyttade från Ligue 1 under säsongen 2019/2020 så valde Aleesami att lämna klubben. Den 18 oktober 2020 blev Aleesami klar för ryska Rostov.
Den 16 augusti 2021 värvades Aleesami av cypriotiska Apollon Limassol, där han skrev på ett tvåårskontrakt.